# Kevin Roche
Eamonn Kevin Roche, född 14 juni 1922 i Dublin, Irland, död 1 mars 2019 i Guilford, Connecticut, var en irländsk-amerikansk arkitekt.

## Biografi
Kevin Roche tog examen 1945 vid University College Dublin. Han arbetade därefter med först den irländska arkitekten Michael Scott och sedan med britten Maxwell Fry. År 1947 sökte Roche till Harvard University, Yale University och Illinois Institute of Technology, och valde Illinois Institute of Technology efter att ha blivit antagen till alla tre. I Illinois studerade han för Ludwig Mies van der Rohe. År 1949 arbetade Roche med planering av FN:s högkvarter i New York. År 1950 började han arbeta för Eero Saarinen och medarbetade i alla Saarinens projekt fram till dennes  död år 1961. Han avslutade även flera av Eero Saarinens arbeten, till exempel JFK International Airport i New York och CBS Headquarters i New York. 
Kevin Roche startade tillsammans med John Dinkeloo arkitektfirman Kevin Roche John and Associates år 1966. År 1967 skapade Roche huvudplanen för Metropolitan Museum of Art och har sedan dess varit med vid dess till- och ombyggnader.
Kevin Roche belönades med Pritzkerpriset år 1982. 

## Verk i urval
- 1966 - Oakland Museum of California, Kalifornien
- 1968 - The Ford Foundation, New York
- 1983 - United Nations Plaza, New York
- 1983 - General Foods Corporate Headquarters, Ryebrook, New York
- 1986 - Conoco Inc. Petroleum Headquarters, Texas
- 1988 - Central Park Zoo, New York
- 1988 - Bouygues World Högkvarter, Saint-Quentin-Yvelines, Frankrike
- 1990 - Metropolitano, Madrid
- 1992 - J.P. Morgan högkvarter, New York
- 1993 - Bank of America Plaza (Atlanta)
- 1993 - Tanjong and Binariang högkvarter, Kuala Lumpur
- 1997 - Shiodome City Center, Tokyo
- 2001 - Securities and Exchange Commission högkvarter, Washington, D.C.
- 2002 - Bouygues SA Holding huvudkontor, Paris
- 2003 - 1101 New York Avenue, Washington D.C.
- 2008 - Renovation to Greek and Roman Court at Metropolitan Museum of Art
- 2005 - Lafayette Tower, Washington, D.C.
- 2007 - Renovering av American Museum of Natural History, New York,

## Fotogalleri

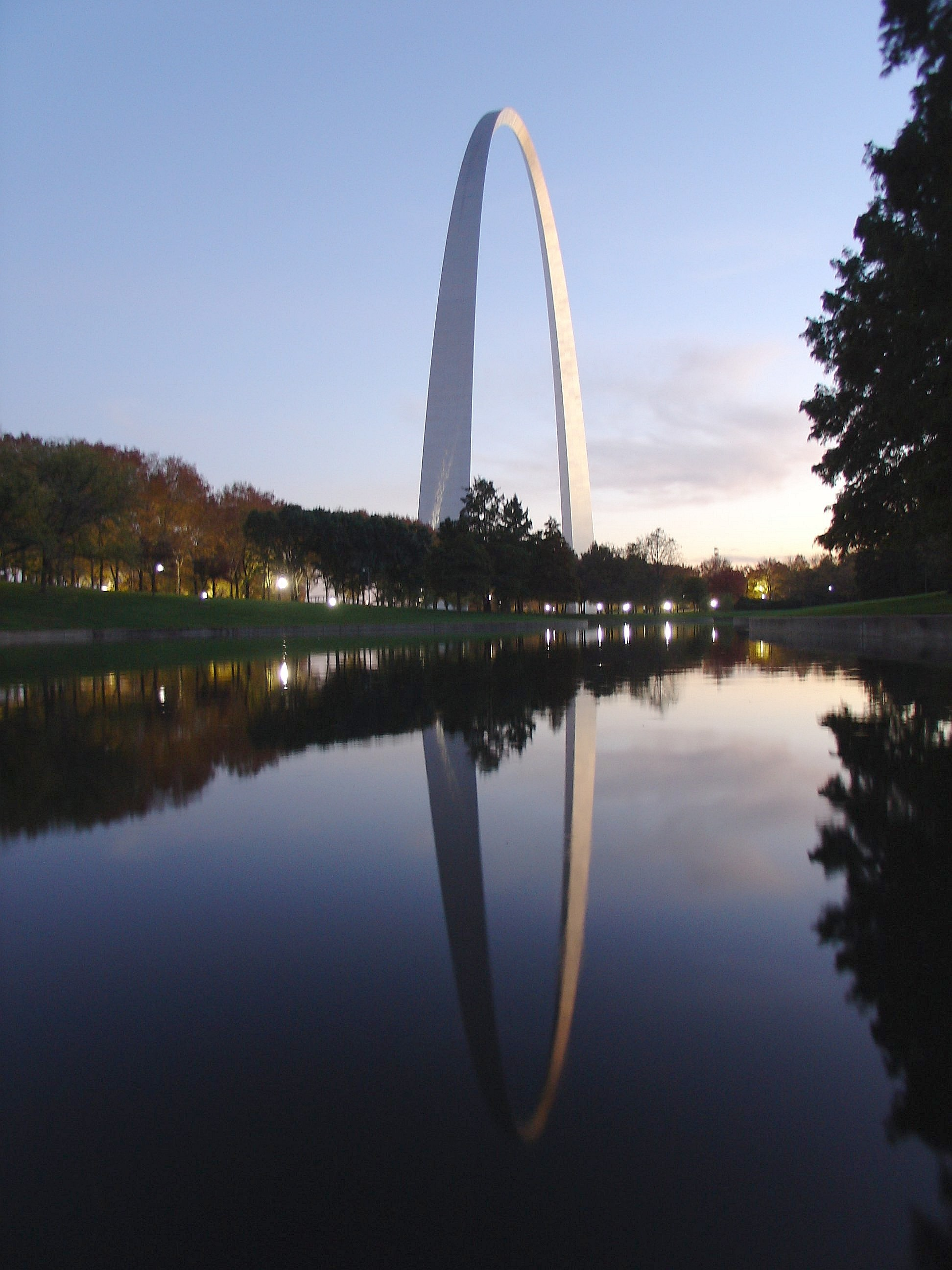
Gateway Arch i St. Louis (Missouri). Av Eero Saarinen, färdigställt av Roche och Dinkeloo (1961–66)
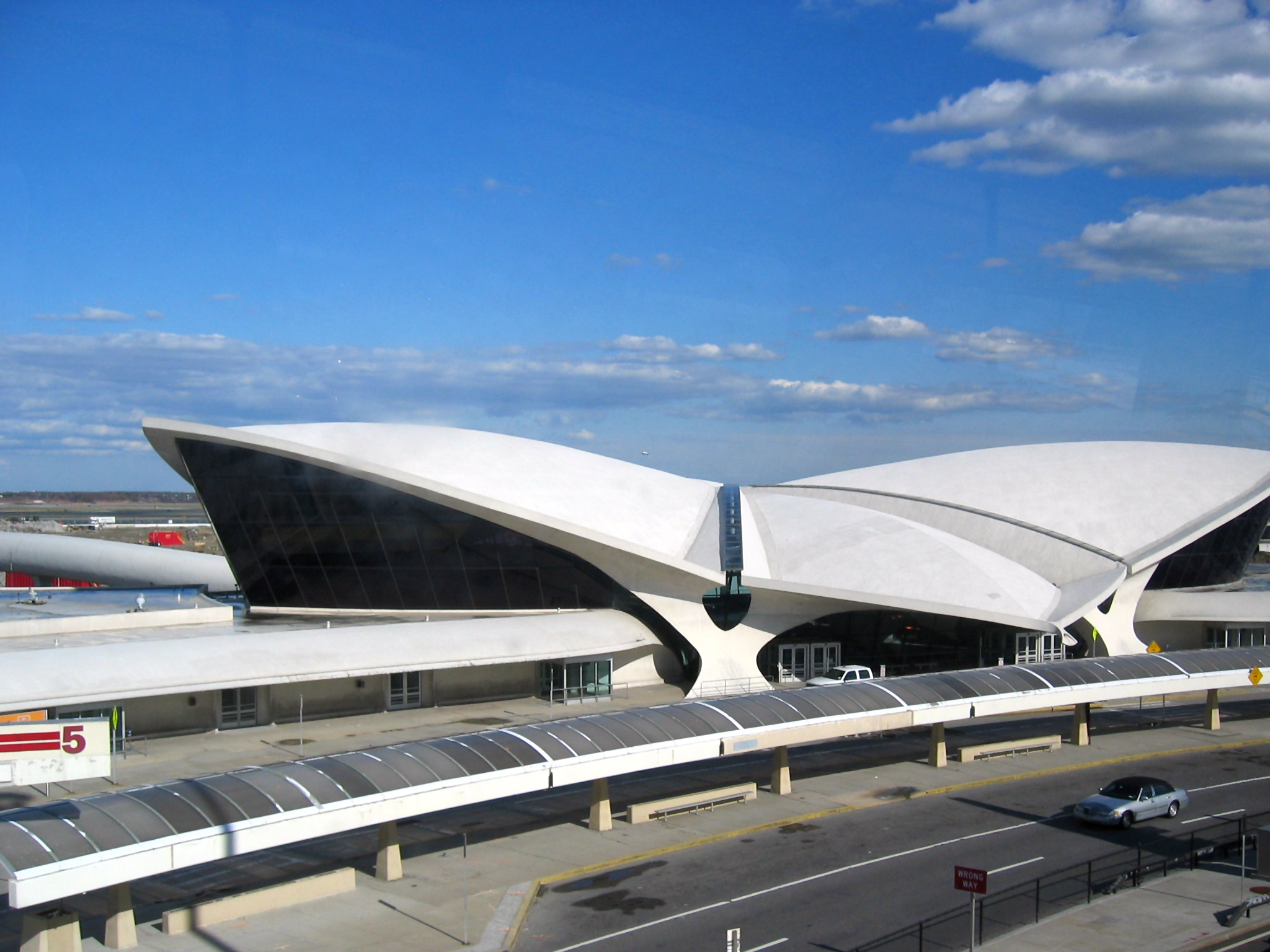
TWA:s terminal på JFK International Airport. Av Saarinen, färdigställt av Roche och Dinkeloo (1956–62)
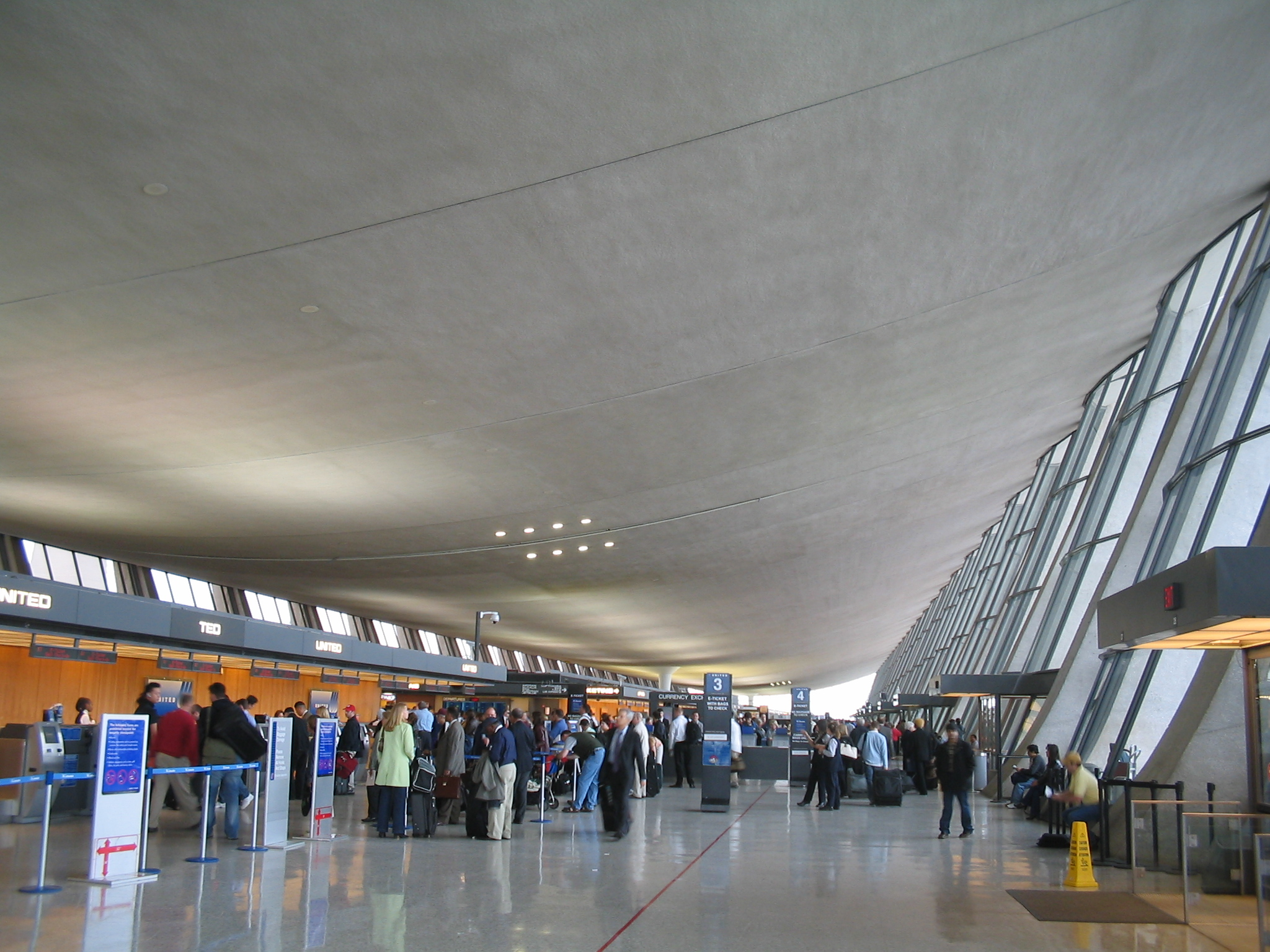
Dulles Airport: Av Saarinen, färdigställt av Roche och Dinkeloo (1958–62)
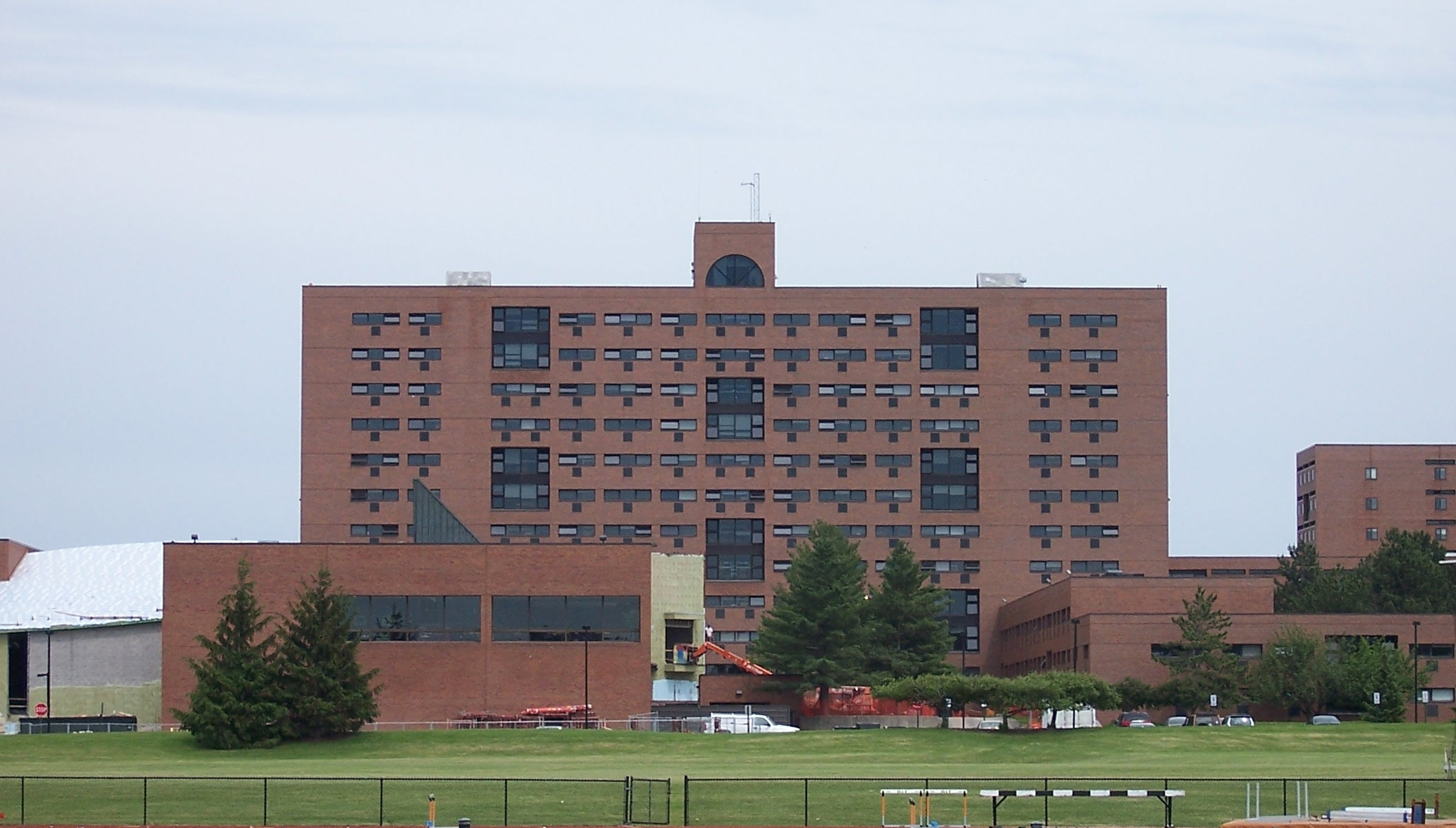
Mark Ellingson Hall på Rochester Institute of Technology (1968)
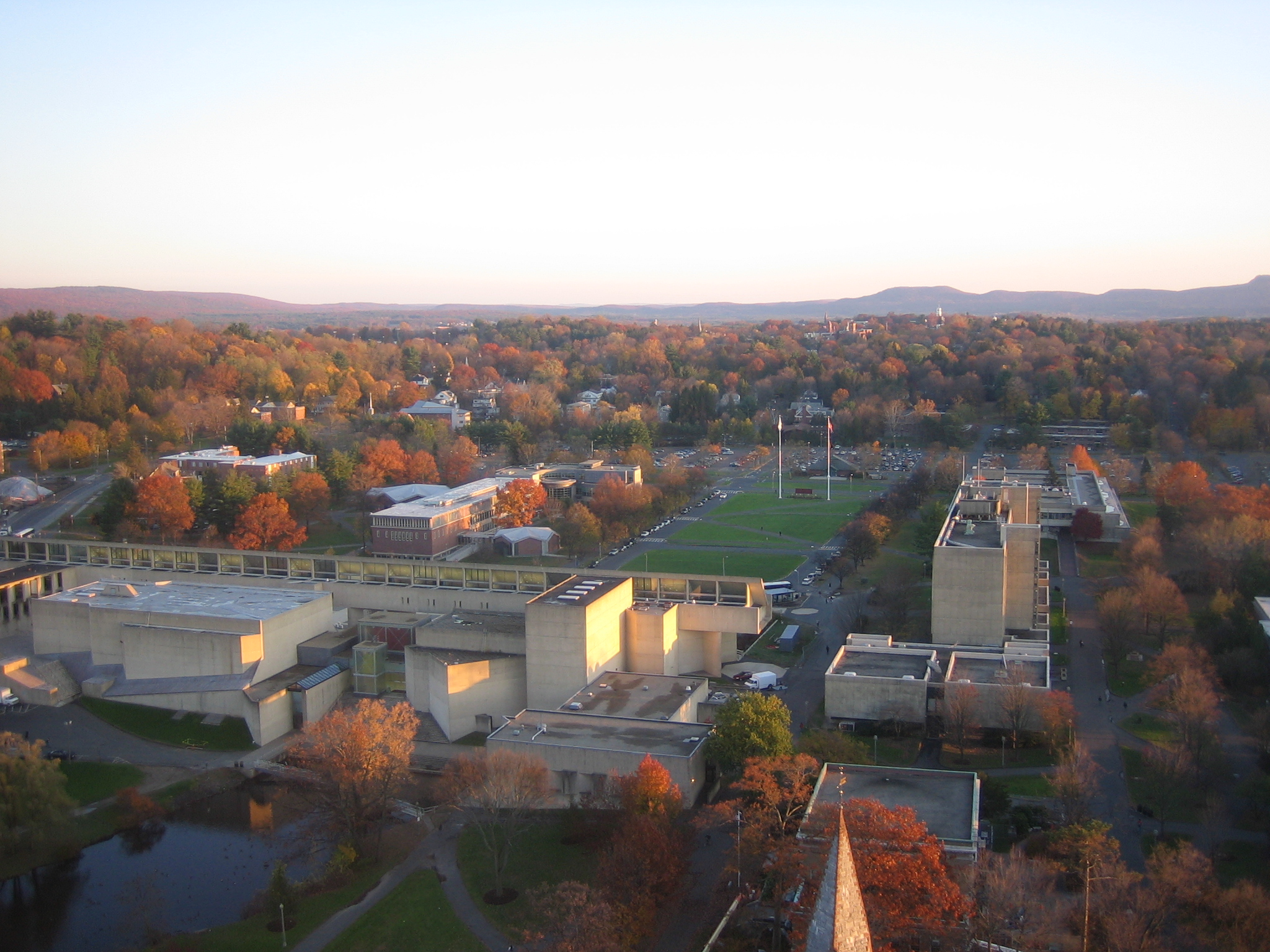
Fine Arts Center på University of Massachusetts Amherst (1968–74)
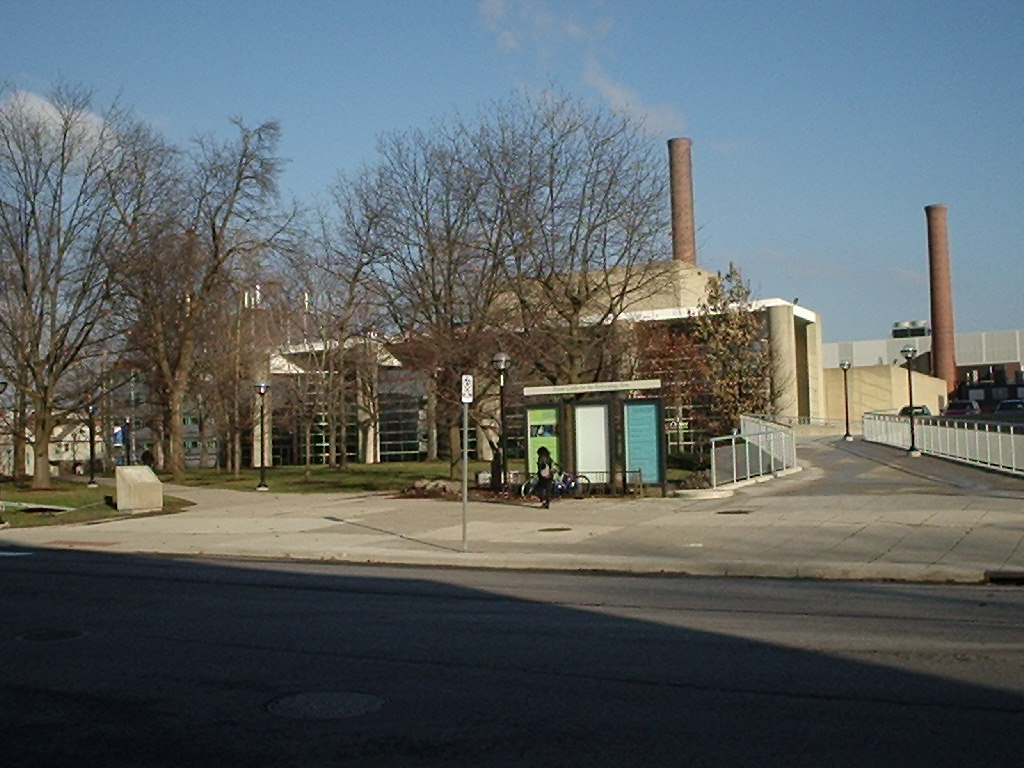
Power Center for the Performing Arts, University of Michigan (1969–1981)
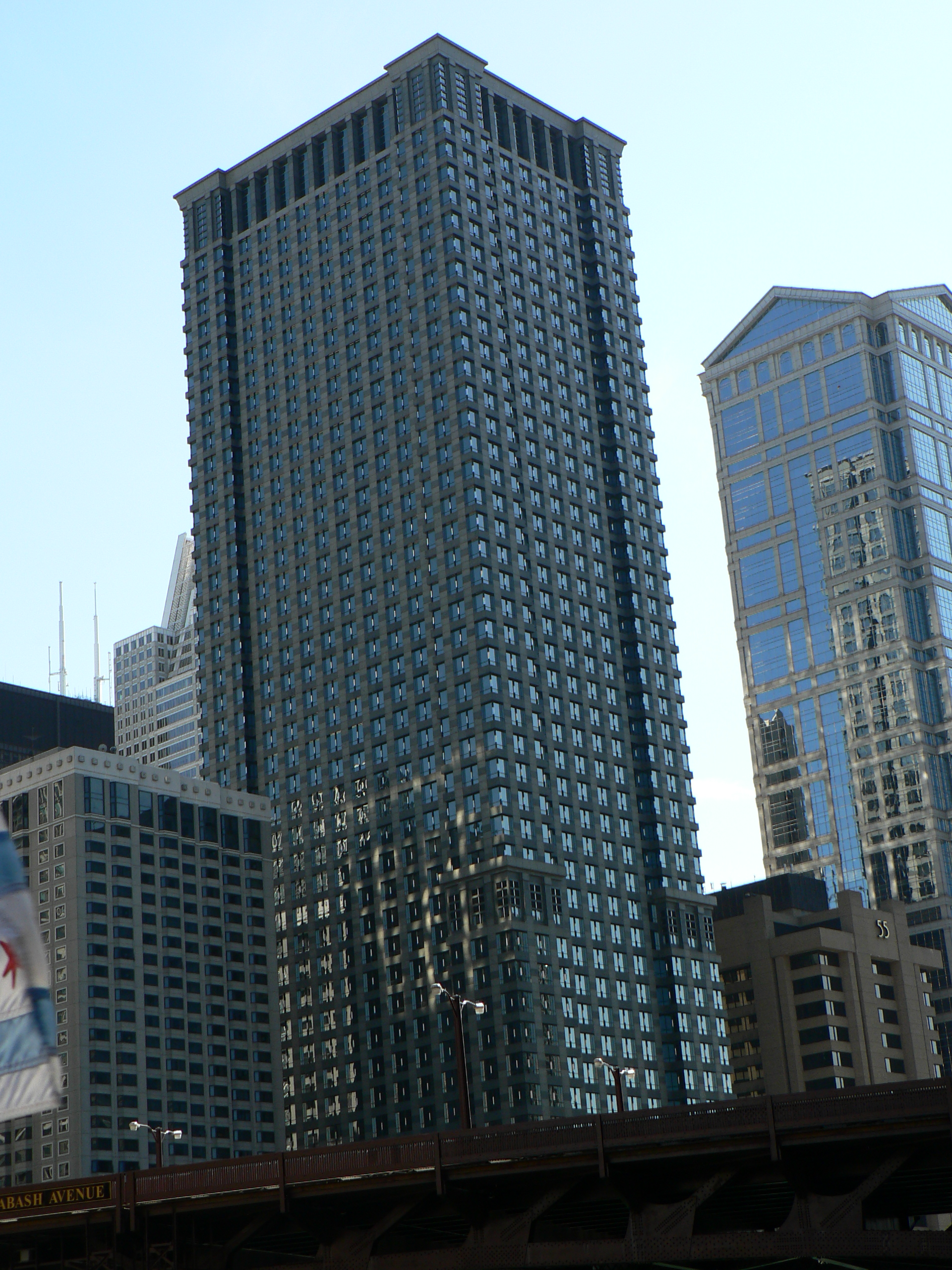
Leo Burnett Building, Chicago (1989)
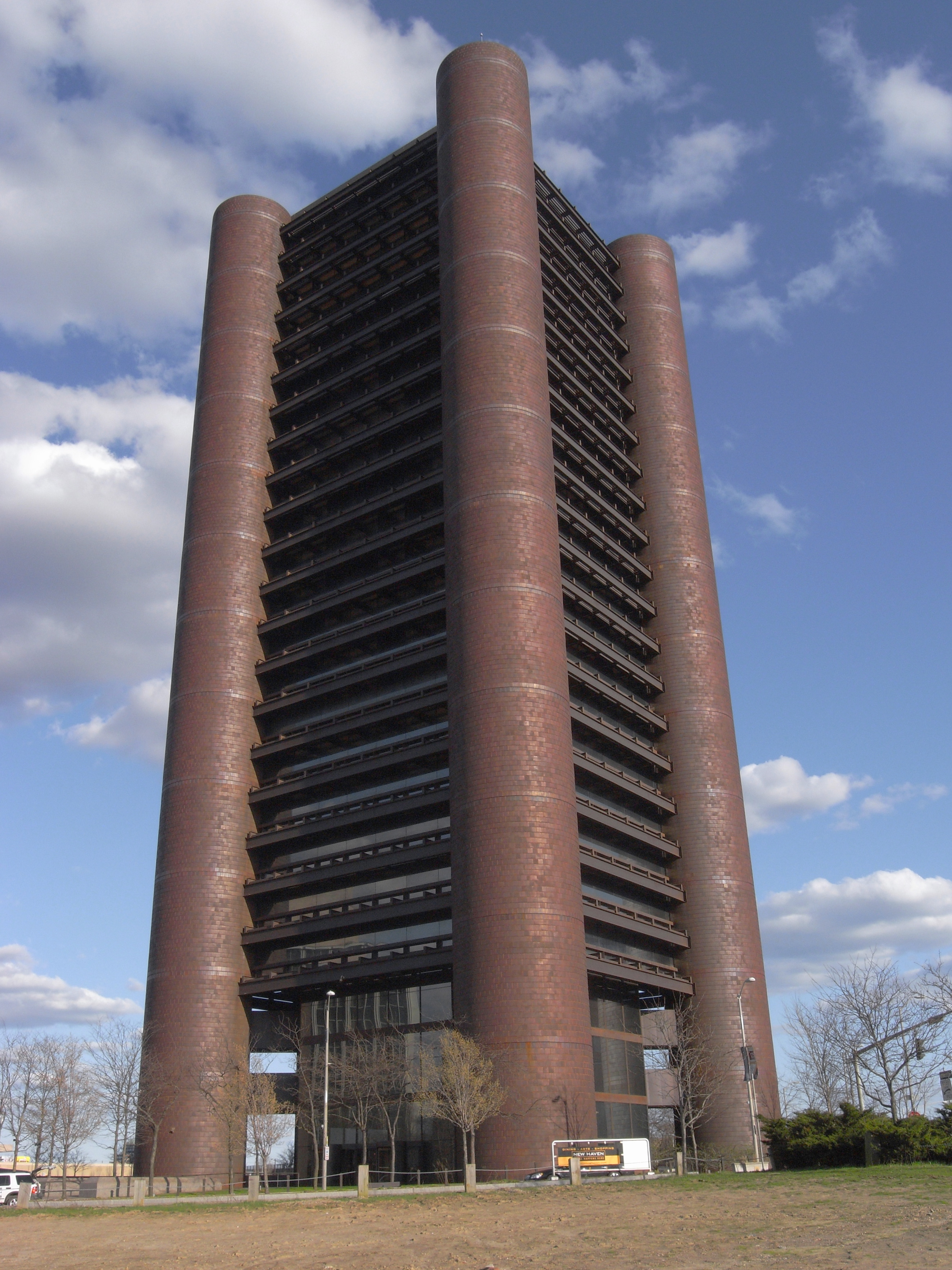
Knights of Columbus Building i New Haven, Connecticut